# Alessandro Lubiano
Alessandro Lubiano (25 de agosto de 1976) es un deportista filipino que compitió en taekwondo. Ganó dos medallas en el Campeonato Asiático de Taekwondo en los años 1998 y 2000.

## Palmarés internacional
| Campeonato Asiático | Campeonato Asiático          | Campeonato Asiático | Campeonato Asiático |
| Año                 | Lugar                        | Medalla             | Categoría           |
| ------------------- | ---------------------------- | ------------------- | ------------------- |
| 1998                | Ciudad Ho Chi Minh (Vietnam) | Medalla de bronce   | –83 kg              |
| 2000                | Hong Kong (China)            | Medalla de plata    | –84 kg              |